# Diócesis de Phoenix
La diócesis de Phoenix (en latín: Dioecesis Phoenicensis y en inglés: Roman Catholic Diocese of Phoenix) es una circunscripción eclesiástica de la Iglesia católica en Estados Unidos. Se trata de una diócesis latina, sufragánea de la arquidiócesis de Santa Fe. Desde el 10 de junio de 2022 su obispo es John Patrick Dolan.

## Territorio y organización

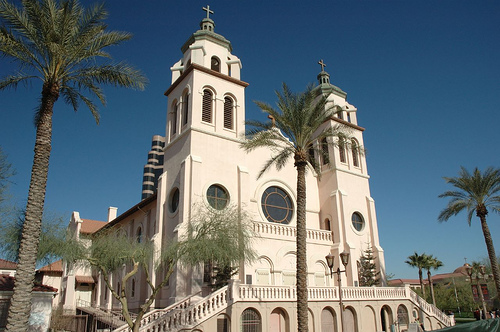
Basílica de Santa María, en Phoenix

La diócesis tiene 113 872 km² y extiende su jurisdicción sobre los fieles católicos de rito latino residentes en el estado de Arizona en los condados de: Maricopa, Mohave, Yavapai, Coconino (excluyendo la Reservación de los Navajos) y Pinal (solo la Gila River Indian Reservation).
La sede de la diócesis se encuentra en la ciudad de Phoenix, en donde se halla la Catedral de los Santos Simón y Judas y la basílica de Santa María.
En 2021 en la diócesis existían 94 parroquias.

## Historia
La diócesis fue erigida el 28 de junio de 1969 con la bula Pro Christo del papa Pablo VI, obteniendo el territorio de las diócesis de Gallup y Tucson.
El 21 de junio de 1971, con la carta apostólica Qui secreto Dei, el papa Pablo VI confirmó a la Santísima Virgen María, venerada con el título de Nuestra Señora de Guadalupe, como patrona principal de la diócesis.
La diócesis fue visitada por el papa Juan Pablo II el 14 de septiembre de 1987 y por la madre Teresa de Calcuta en mayo de 1989.

### Procesos judiciales
La diócesis se ha visto involucrada en el escándalo de abuso infantil por parte de sacerdotes diocesanos. En 2002 el abogado del condado de Maricopa, Rick Romley, pidió al gran jurado que investigara las denuncias de abuso sexual infantil por parte de sacerdotes y el encubrimiento de los crímenes por parte del obispo Thomas Joseph O'Brien; la investigación recopiló evidencia de abuso sexual por parte de sacerdotes y mostró que en al menos un caso, el obispo O'Brien se enteró de las denuncias de abuso sexual por parte de un sacerdote de un niño de 10 años y transfirió a ese sacerdote a otra parroquia, donde los abusos continuarían.
En junio de 2003 Romley y O'Brien llegaron a un acuerdo, en el que el obispo evitó los cargos penales a cambio de admitir que había "permitido que los sacerdotes bajo su supervisión tuvieran contacto con menores después de enterarse de las denuncias de conducta sexual delictiva" y de haber "transferido a sacerdotes abusadores a situaciones en las que los niños aún podrían ser sus víctimas".
En diciembre de 2006 la diócesis acordó pagar $100 000 dólares a William Cesolini, víctima de abuso sexual por parte de un sacerdote, Mark Lehman, y un ministro laico de jóvenes, Phil Baniewicz.

## Estadísticas
Según el Anuario Pontificio 2022 la diócesis tenía a fines de 2021 un total de 1 274 140 fieles bautizados.
| Año                                                                             | Población            | Población | Población      | Sacerdotes | Sacerdotes    | Sacerdotes    | Bautizados por sacerdote | Diáconos permanentes | Religiosos | Religiosos | Parroquias |
| Año                                                                             | Bautizados católicos | Total     | % de católicos | Total      | Clero secular | Clero regular | Bautizados por sacerdote | Diáconos permanentes | Varones    | Mujeres    | Parroquias |
| ------------------------------------------------------------------------------- | -------------------- | --------- | -------------- | ---------- | ------------- | ------------- | ------------------------ | -------------------- | ---------- | ---------- | ---------- |
| 1970                                                                            | 200 000              | 1 486 400 | 13.5           | 199        | 81            | 118           | 1005                     |                      | 130        | 265        | 58         |
| 1976                                                                            | 235 087              | 1 381 200 | 17.0           | 260        | 126           | 134           | 904                      | 41                   | 156        | 304        | 68         |
| 1980                                                                            | 269 710              | 1 524 900 | 17.7           | 227        | 113           | 114           | 1188                     | 62                   | 142        | 317        | 76         |
| 1990                                                                            | 346 767              | 2 412 980 | 14.4           | 286        | 165           | 121           | 1212                     | 124                  | 147        | 277        | 85         |
| 1999                                                                            | 423 525              | 3 113 775 | 13.6           | 244        | 140           | 104           | 1735                     | 172                  | 11         | 234        | 86         |
| 2000                                                                            | 440 226              | 3 177 375 | 13.9           | 289        | 194           | 95            | 1523                     | 182                  | 106        | 235        | 86         |
| 2001                                                                            | 462 780              | 3 335 125 | 13.9           | 295        | 197           | 98            | 1568                     | 206                  | 108        | 225        | 86         |
| 2002                                                                            | 478 163              | 3 651 780 | 13.1           | 304        | 204           | 100           | 1572                     | 203                  | 113        | 225        | 87         |
| 2003                                                                            | 530 541              | 3 650 009 | 14.5           | 309        | 205           | 104           | 1716                     | 211                  | 117        | 219        | 90         |
| 2004                                                                            | 556 692              | 3 650 019 | 15.3           | 277        | 180           | 97            | 2009                     | 211                  | 109        | 213        | 90         |
| 2013                                                                            | 833 000              | 4 598 000 | 18.1           | 278        | 189           | 89            | 2996                     | 240                  | 103        | 160        | 93         |
| 2016                                                                            | 1 128 120            | 4 494 500 | 25.1           | 274        | 183           | 91            | 4117                     | 232                  | 105        | 139        | 93         |
| 2019                                                                            | 1 225 677            | 4 883 177 | 25.1           | 311        | 218           | 93            | 3941                     | 222                  | 102        | 127        | 94         |
| 2021                                                                            | 1 274 140            | 5 076 170 | 25.1           | 313        | 216           | 97            | 4070                     | 230                  | 112        | 120        | 94         |
| Fuente: Catholic-Hierarchy, que a su vez toma los datos del Anuario Pontificio. |                      |           |                |            |               |               |                          |                      |            |            |            |

## Episcopologio
- Edward Anthony McCarthy † (25 de agosto de 1969-17 de septiembre de 1976 nombrado arzobispo coadjutor de Miami)
- James Steven Rausch † (17 de enero de 1977-18 de mayo de 1981 falleció)
- Thomas Joseph O'Brien † (9 de noviembre de 1981-18 de junio de 2003 renunció[nota 2]
- Thomas James Olmsted (25 de noviembre de 2003-10 de junio de 2022 retirado)
- John Patrick Dolan, desde el 10 de junio de 2022